# 泰福·彭蓀
以斯拉·泰福·彭蓀（英語：Ezra Taft Benson，1899年8月4日—1994年5月30日)，舊譯彭蓀泰福，為耶穌基督後期聖徒教會第13任總會會長，曾在美國總統德懷特·艾森豪任內擔任第15任美國農業部長。
在政治上，泰福·彭蓀反對富蘭克林·羅斯福的國家農業政策，並以堅決的反共主義與保守主義立場聞名。1968年，在右派團體的支持下，泰福·彭蓀有意與史壯·瑟蒙或喬治·華萊士搭檔競選美國總統，但在當時教會總會會長大衛奧·麥基的反對下未果。在泰福·彭蓀擔任教會總會會長任內，他大力支持摩爾門經的發行與研讀。泰福·彭蓀晚年因中風而在1988年後較少公開露面，隨後1994年因心臟衰竭去世。